# Luci Apuleu Saturní (pretor 166 aC)
Luci Apuleu Saturní (llatí: Lucius Appuleius Saturninus), va ser un magistrat romà del segle ii aC.
Era pretor l'any 166 aC i probablement va ser el mateix personatge que el Triumviri coloniae deducendae designat al 173 aC per dividir les terres de Ligúria i la Gàl·lia, que es van repartir entre ciutadans romans i ciutadans llatins.